# Richard Adams
Richard George Adams (9. května 1920 Newbury, Berkshire, Anglie – 24. prosince 2016 Oxford, Anglie) byl anglický spisovatel, který se proslavil jako autor Daleké cesty za domovem.

## Mládí a studie
Narodil se v Newbury v Berkshire. Od roku 1929 do roku 1933 chodil do Horris Hill School, v letech 1933-1938 studoval na Bradfield College. V roce 1938 nastoupil na Worcester College, Oxfordskou univerzitu ke studiu moderní historie. Jeho pozdní mládí poznamenala druhá světová válka – ze studií v Bradfieldu nastoupil do armády, kde sloužil šest let, do roku 1946. Sloužil na Středním východě a v Indii. Potom dostudoval historii na Worcester College v Oxfordu. V roce 1948 graduoval jako Bachelor of Arts (český ekvivalent je titul bakalář) a v roce 1953 získal titul Master of Arts. V roce 1948 nastoupil do britské veřejné službu jako náměstek ministra na Ministerstvu pro bydlení a místní samosprávu a v podstatě až do začátku své spisovatelské kariéry kolem roku 1972 se živil jako státní úředník.

## Osobní život
Jako spisovatel pobýval ve Spojených státech na University of Florida a také na Hollins University ve Virginii. Na svých cestách navštívil také Antarktidu spolu se známým ornitologem Ronaldem Lockley.
Žil se svou manželkou Elizabeth ve Whitchurchu, Hampshire. Narodily se jim dvě dcery Julie a Rosamonda.

## Spisovatel
První knihu, Watership Down (česky Daleká cesta za domovem), vydal v roce 1972 a tato se hned stala světovým bestsellerem. Po vydání druhého románu Shardik v roce 1974 opustil veřejnou službu a stal se spisovatelem na plný úvazek.
Román Daleká cesta za domovem vznikl jako vyprávění pro jeho dvě dcery, které ho nakonec přesvědčily aby toto sepsal a nechal vydat knižně. Tato práce trvala dva roky. Rukopis přijal až osmý nakladatel - Rex Collings Ltd., a v roce 1972 kniha vyšla. Během příštích let se kniha zařadila do fondu klasických děl světové literatury a autor se jím zařadil mezi přední anglické spisovatele. Bylo prodáno přes 50 milionů výtisků po celém světě. Kniha se také stala předlohou k filmu a seriálu.

## Česky vydané knihy
- Daleká cesta za domovem (přeložila Jitka Minaříková; il. Jiří Běhounek) . Praha : Mladá fronta, 1986 (1. vydání)>; 1996 (2. vydání) a 2010 (3. vydání il. Kateřina Sušková);
- Příběhy z Kamenitého vrchu (přeložila Jitka Minaříková; ilustrace Adolf Born) . Praha : Mladá fronta, 1998 (1. vydání)